# Рачиці (Великопольське воєводство)
Рачиці (пол. Raczyce, нім. Langwege) — село в Польщі, у гміні Одолянув Островського повіту Великопольського воєводства.
Населення — 1237 осіб (2011).

## Демографія
Демографічна структура станом на 31 березня 2011 року:
|          | Загалом | Допрацездатний вік | Працездатний вік | Постпрацездатний вік |
| -------- | ------- | ------------------ | ---------------- | -------------------- |
| Чоловіки | 636     | 147                | 434              | 55                   |
| Жінки    | 601     | 134                | 362              | 105                  |
| Разом    | 1237    | 281                | 796              | 160                  |